# Chất lượng tín dụng
Chất lượng Tín dụng là một khái niệm thông dụng, bởi Tín dụng bao hàm các hoạt động khác nhau khó đồng nhất và đo lường: cho vay, bảo lãnh, phát hành L/C, chiết khấu, bao thanh toán,... Thông thường trong phạm trù đơn giản Chất lượng Tín dụng được dùng để phản ánh mức độ rủi ro trong bảng tổng hợp cho vay của một Tổ chức tín dụng (hay còn gọi là Chất lượng cho vay). Để phản ánh về Chất lượng tín dụng, có rất nhiều chỉ tiêu, nhưng nói chung người ta thường lấy: 

- Tỷ lệ nợ xấu trên tổng dư nợ, Tỷ lệ nợ đã xóa, đã xử lý trên tổng dư nợ.

- Tỷ lệ và cơ cấu tài sản đảm bảo. 

- Cơ cấu dư nợ các khoản vay ngắn - dài hạn trong tương quan cơ cấu nguồn vốn của tổ chức tín dụng, 

- Dư nợ cho vay các lĩnh vực rủi ro cao tại thời điểm đó: bất động sản, cổ phiếu...

- Số dư dự thu lãi trên tổng dư nợ,

- Chi phí dự phòng tín dụng hay số dư Dự phòng rủi ro tín dụng trên tổng dư nợ.

- Tỷ trong cho vay 20 khách hàng lớn nhất.
Ở Việt Nam, Ngân hàng Nhà nước Việt Nam đưa chất lượng tín dụng vào làm một chỉ tiêu trong nhóm chỉ tiêu về chất lượng hoạt động khi xếp hạng các tổ chức tín dụng năm 2006. Chất lượng tín dụng được Ngân hàng Nhà nước Việt Nam căn cứ vào:
- Nợ xấu/Tổng dư nợ;
- Nợ khó đòi/Tổng dư nợ;
- Nợ khó đòi ròng = (nợ khó đòi – dự phòng rủi ro chưa sử dụng) nhỏ hơn hoặc bằng 0.